# Coccothrinax leonis
Coccothrinax leonis är en enhjärtbladig växtart som beskrevs av Onaney Muñiz och Attila L. Borhidi. Coccothrinax leonis ingår i släktet Coccothrinax och familjen Arecaceae.
Artens utbredningsområde är Kuba. Inga underarter finns listade i Catalogue of Life.